# The Viscounts
The Viscounts är ett tyskt rockband.

## Medlemmar
- Nicole Zarges-Graf – sång
- Ralf Caspar – keyboard, bas och sång
- Wolfgang Beutlberger – gitarr
- Manfred Peter – gitarr, bas och sång
- Wolfgang Scharmann – slagverk och sång